# Alki Alki
Alki Alki ist ein deutscher Film von Axel Ranisch. Der Film hatte seine Uraufführung am 26. Juni 2015 beim Filmfest München. Der Kinostart war am 12. November 2015.

## Handlung
Tobias ist mit Anika verheiratet, beide haben drei gemeinsame Kinder. Mit seinem Kompagnon Thomas betreibt Tobias ein Architekturbüro. Eigentlich könnte er ein glücklicher Mann sein. Doch Tobias ist Alkoholiker und in Wahrheit mit der Flasche verheiratet. Und deshalb spielt sein bester Freund „Flasche“ auch die eigentliche Hauptrolle in seinem Leben. Flasche begleitet ihn durch jede Lebenssituation, seit Tobias als Jugendlicher seinen ersten Schluck getrunken hat. In Begleitung von Flasche ist jeder Disko-Besuch und jede Party-Nacht noch schöner – und wilder und irrealer, auch wenn am nächsten Morgen der Kater unausweichlich ist. Doch was ist die beste Medizin gegen einen Kater? Natürlich der nächste Schluck vom guten Tropfen. Der Druck auf Tobias steigt. Seinem Kompagnon Thomas bereiten seine Eskapaden nur noch Schwierigkeiten. Und auch das Familienleben gerät zunehmend aus dem Lot. Als Tobias und seine Familie durch seine Trunkenheit am Steuer nur knapp einem Unglück entgehen, beginnt er, sein Trinkverhalten zu überdenken. Er kommt zur Erkenntnis, dass ihm die Freundschaft zu Flasche nicht gut tut. Doch als er seinen besten Freund loswerden will, ist es längst zu spät. Denn sein allzu anhänglicher Begleiter „Flasche“ ist schließlich kein Geringerer als Tobias’ Alkoholsucht selbst. Und niemand ist besser darauf trainiert, jegliche Besserungsversuche zu sabotieren.

## Kritik
Der Filmdienst urteilt, „die märchenhafte Tragikomödie über den wachsenden Wirklichkeitsverlust eines Alkoholikers wird mit vielen skurrilen Abzweigungen erzählt“. Der Film glänzt „durch die Improvisationskunst der überzeugenden Hauptdarsteller, aber auch durch einen melancholischen Realismus, der zur schonungslosen Lebensreflexion einlädt“.
Kaspar Heinrich schreibt für Der Spiegel: „Denn der Film schafft wohl gerade deshalb, was nicht nur deutschen Filmen viel zu selten gelingt: Er verbindet ein vermeintliches Tabuthema gekonnt mit Humor. Was leicht ins Verklärende oder aber heillos Alberne hätte umkippen können, gerät in Kombination mit dem so eigenen, anarchischen Ranisch-Sound zu einer gänzlich unverkrampften Auseinandersetzung mit dem Thema Sucht. Das Autorentrio meistert einen schwierigen Balanceakt: eine Tragikomödie, die großen Spaß macht und nie ihre Figuren verrät.“
Die Deutschen Film- und Medienbewertung (FBW) kommt zu dem Schluss: „So besonders und eindrucksvoll ist ein solches Thema selten erzählt worden. Ranischs neuer Film ist ehrlich, schonungslos und doch auch immer wieder verträumt absurd. Großartiges deutsches Kino.“

## Auszeichnungen
- Ahrenshooper Filmnächte 2015: Bester Film
- Europäisches Filmfestival Göttingen 2015: Publikumspreis – Göttinger Liesel
- Preis der deutschen Filmkritik 2015: Nominierung für Peter Trabner in der Kategorie bester Darsteller
- Prädikat „besonders wertvoll“ der Deutschen Film- und Medienbewertung (FBW)[5]
- Festival de Mauvais Genre in Tours 2016: „Prix du jury jeune“ und „Prix du public“[6]
- Grimme-Preis – Nominierung von Axel Ranisch, Heiko Pinkowski und Peter Trabner für das Drehbuch zu Alki Alki im Wettbewerb Fiktion Spezial